# Jorge Blanco
Jorge Gabriel Blanco Güereña, född 19 december 1991 i Guadalajara, Jalisco, är en mexikansk skådespelare, dansare och sångare. Han är senast känd för rollen som León i Disney Channel-serien Violetta. Han är också känd framför allt i Latinamerika för sin roll som Pablo i Cuando toca la campana som gick på Disney Channel Latinoamérica. 

## Tidiga år
Han deltog i artistiska verk och evenemang i skolan och har tagit teaterlektioner sedan tidig ålder. Vid 11 års ålder började Jorge att sjunga i en kyrkokör och när han var 15 år gjorde han casting för realityshowen High School Musical: la selección.
Jorge började sin tv-karriär 2007 i realityshowen High School Musical: la selección. Trots att han inte vann realityprogrammet var han med på programmets album. Dessutom fick han rollen som personen Jorge i en spin-off på den populära amerikanska filmen High School Musical som hette High School Musical: El desafío, från 2008. Han var också med på filmens och programmets turné som pågick mellan 2007 och 2008. 
2010 var Jorge med i det tionde avsnittet av miniserien Highway: Rodando la Aventura, från Disney Channel. 2011 spelade han en av huvudrollerna i den första säsongen av tv-serien Cuando toca la campana. Jorge spelade in några musikvideor för serien, bland annat "Es el momento" och "A Celebrar". 
I maj 2011 reste han till USA för att vara med i Disneys Friends for Change Games. Jorge var med i det gula laget som hjälpte Unicef. Han representerade Mexiko i musikvideon We Can Change the World, som den amerikanska sångerskan Bridgit Mendler sjöng för projektet Disney's Friends for Change.
Mellan 2012 och 2015 spelade han León i Disney Channel-serien Violetta.

## Produktioner

### Bio
| År   | Titel                           | Karaktär | Noteringar   |
| ---- | ------------------------------- | -------- | ------------ |
| 2008 | High School Musical: El Desafío | Jorge    | Debut på bio |
| 2014 | Violetta: en concierto          | León     | Konsertfilm  |

### Television
| År        | Titel                             | Karaktär  | Noteringar                                                         |
| --------- | --------------------------------- | --------- | ------------------------------------------------------------------ |
| 2007      | High School Musical: La Selección | Sig själv | Deltagare                                                          |
| 2010      | Highway: Rodando la Aventura      | Diego     | "El mochilero" (Säsong 1: avsnitt 10)                              |
| 2011      | Disney's Friends for Change Games | Sig själv | Det gula laget                                                     |
| 2011-2012 | Cuando toca la campana            | Pablo     | Huvudroll (Säsong 1) Speciellt inbjuden (Säsong 2: 4 avsnitt)      |
| 2012-2015 | Violetta                          | León      | Antagonist (Säsong 1) Huvudroll (Säsong 2- Säsong 3)               |
| 2013      | Esperando a Violetta              | Sig själv | Speciella framträdanden 5 specialavsnitt för Disney Channel España |

### Teater
| År   | Titel            | Karaktär    | Noteringar                      |
| ---- | ---------------- | ----------- | ------------------------------- |
| 2011 | Hairspray        | Link Larkin | Show i Mexiko                   |
| 2013 | Violetta en Vivo | León        | Turné i Latinamerika och Europa |

## Diskografi
- 2008: High School Musical: El Desafío (México)
- 2011: Cuando toca la campana
- 2012: Violetta
- 2012: Cantar es lo que soy
- 2013: Hoy somos más
- 2013: Violetta en vivo
- 2014: Gira mi canción
- 2015: Crecimos Juntos

## Priser och nomineringar

### Kids Choice Awards Argentina
| År   | Kategori                  | Arbete   | Resultat  |
| ---- | ------------------------- | -------- | --------- |
| 2013 | Favoritskådespelare på TV | Violetta | Nominerad |
| 2014 | Favoritskådespelare på TV | Violetta | Nominerad |

### Kids Choice Awards Colombia
| År   | Kategori                  | Arbete   | Resultat |
| ---- | ------------------------- | -------- | -------- |
| 2014 | Favoritskådespelare på TV | Violetta | Vinst    |

### Kids Choice Awards México
| År   | Kategori            | Arbete   | Resultat |
| ---- | ------------------- | -------- | -------- |
| 2013 | Favoritskådespelare | Violetta | Vinst    |
| 2014 | Favoritskådespelare | Violetta | Vinst    |

### Premios Blimp Venezuela
| År   | Kategori                   | Arbete                 | Resultat  |
| ---- | -------------------------- | ---------------------- | --------- |
| 2013 | Favoritskådespelare på TV  | Violetta               | Nominerad |
| 2014 | Favoritskådespelare på bio | Violetta: en Concierto | Vinst     |